# 多喜浜駅
多喜浜駅（たきはまえき）は、愛媛県新居浜市又野にある四国旅客鉄道（JR四国）予讃線の駅である。駅番号はY28。

## 歴史
- 1921年（大正10年）6月21日：鉄道省の駅として開設[2]。
- 1970年（昭和45年）6月1日：貨物取扱廃止[2]。
- 1971年（昭和46年）11月8日：荷物扱い廃止[3]。無人駅化[4]。
- 1987年（昭和62年）4月1日：国鉄分割民営化により、四国旅客鉄道の駅となる[2]。

## 駅構造

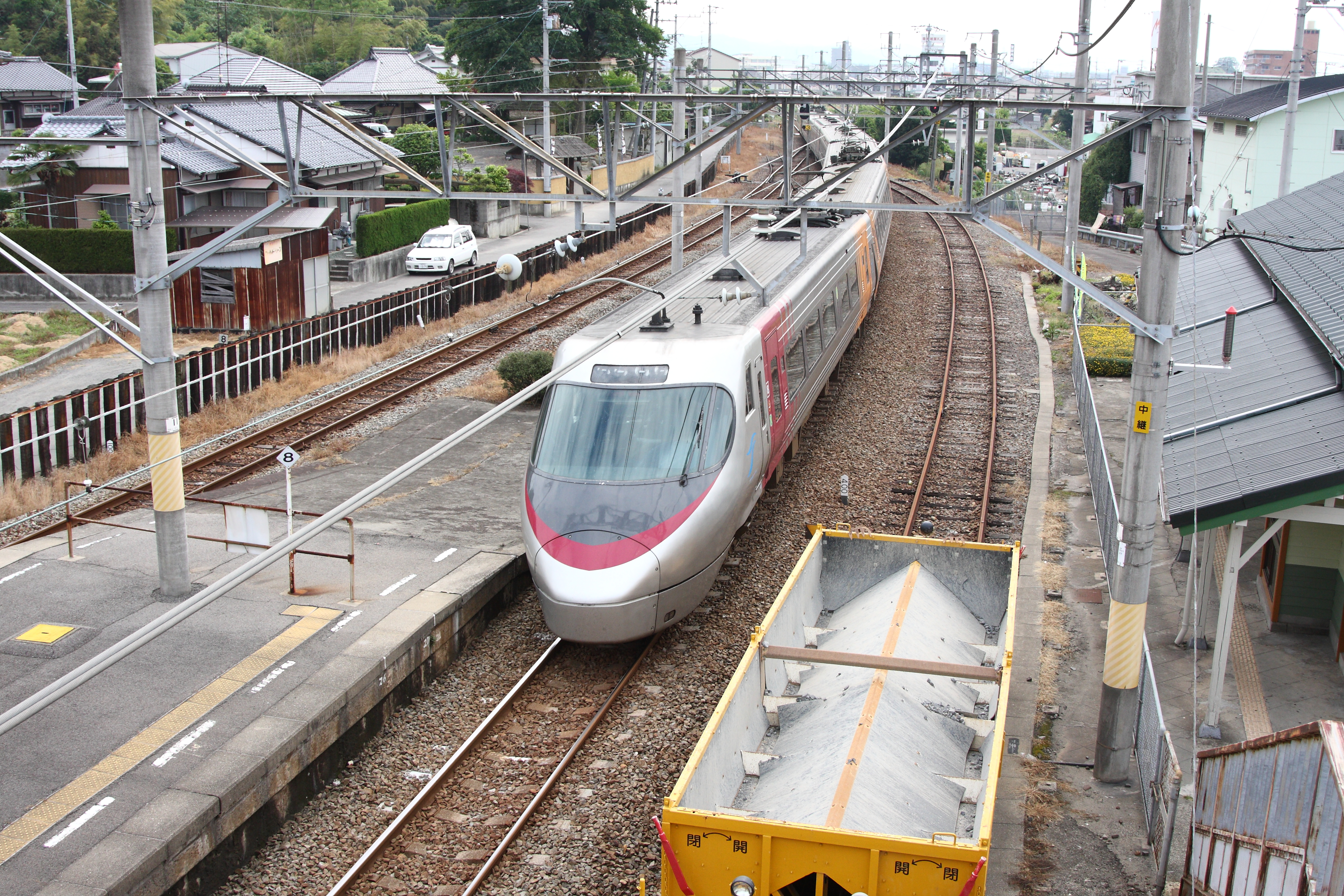
多喜浜駅を通過する8000系。駅舎側には保線作業用線路が設けられている（2012年5月）

島式ホーム1面2線を有する地上駅で1番線が上下本線（制限速度90km/h）、2番線が上下副本線の1線スルーとなっている。列車交換が無い場合は両方向共1番のりばを優先して使用する。駅舎は開業当時の駅舎をリフォームする形で使用している。無人駅で自動券売機は無い。無人化後暫く簡易委託され近距離乗車券を扱っていたが、JRになってから旧事務室部分に直営のパン屋ウィリーウィンキーが入居（現在は撤退）し簡易委託は廃止された。現在は構内で「健康食工房 まる」が営業している。

### のりば
| のりば | 路線    | 方向 | 行先                       |
| ------ | ------- | ---- | -------------------------- |
| 1・2   | ■予讃線 | 上り | 伊予三島・多度津・高松方面 |
| 1・2   | ■予讃線 | 下り | 新居浜・伊予西条・松山方面 |

## 利用状況
2021年（令和3年）度の1日平均乗降人員は140人である。
近年の1日平均乗車人員は以下の通りである。
| 年度               | 年間 乗降人員 | 1日平均 乗降人員 |
| ------------------ | ------------- | ---------------- |
| 2009年（平成21年） | 56,940        | 156              |
| 2010年（平成22年） | 59,310        | 162              |
| 2011年（平成23年） | 60,024        | 164              |
| 2012年（平成24年） | 64,970        | 178              |
| 2013年（平成25年） | 65,700        | 180              |
| 2014年（平成26年） | 61,320        | 168              |
| 2015年（平成27年） | 57,828        | 158              |
| 2016年（平成28年） | 62,780        | 172              |
| 2017年（平成29年） | 63,510        | 174              |
| 2018年（平成30年） | 56,940        | 156              |
| 2019年（令和元年） | 61,320        | 168              |
| 2020年（令和02年） | 50,370        | 138              |
| 2021年（令和03年） | 51,100        | 140              |

## 駅周辺
- 新居浜市役所川東支所
- 新居浜市消防本部北消防署川東分署
- 新居浜警察署多喜浜駅前駐在所
- 伊予銀行新居浜東支店
- JAえひめ未来川東支所
- 松神子簡易郵便局
- 新居浜市立神郷小学校
- 新居浜市立川東中学校
- 新居浜市立垣生小学校
- 愛媛県道13号壬生川新居浜野田線
- 愛媛県道132号多喜浜停車場線

### バス路線
「多喜浜駅」停留所にて、せとうちバスによる路線が発着する。
- 住友病院前 / 黒島
- 広瀬公園

## 隣の駅
四国旅客鉄道（JR四国）
■予讃線
■快速「サンポート」・■普通
関川駅 (Y27) - 多喜浜駅 (Y28) - 新居浜駅 (Y29)